# Camelotettix steini
Camelotettix steini är en insektsart som beskrevs av Günther, K. 1938. Camelotettix steini ingår i släktet Camelotettix och familjen torngräshoppor. Inga underarter finns listade i Catalogue of Life.